# 布拉戈達特涅 (奧恰基夫區)
46°45′34″N 31°42′13″E / 46.75944°N 31.70361°E
布拉戈達特涅（烏克蘭語：Благодатне），是烏克蘭南部的村莊，隸屬尼古拉耶夫州的尼古拉耶夫區。該村面積0.59平方公里，海拔高度43米，2001年人口464，人口密度每平方公里786.4人。